# Tabunskij rajon
Il Tabunskij rajon (in russo Табунский район?) è un rajon del kraj dell'Altaj, nella Russia asiatica.